# 2015年のJリーグ
この項目では、2015年シーズンの日本プロサッカーリーグ（Jリーグ）について述べる。

## 概要
Jリーグが発足から23年目のシーズンになる。
このシーズンから明治安田生命保険相互会社とJリーグ全体のタイトルスポンサーとしての契約（Jリーグタイトルパートナー契約）を締結し、J1・J2・J3を総称する場合の統一名称を「明治安田生命Jリーグ（MEIJI YASUDA J.LEAGUE）」 とし、あわせて各リーグの名称も以下の通りとした上で、ロゴデザインを変更することとなった。
- Jリーグ ディビジョン1 (J1) - 明治安田生命J1リーグ (MEIJI YASUDA J1 LEAGUE) 、デザインカラーは■赤。
- Jリーグ ディビジョン2 (J2) - 明治安田生命J2リーグ (MEIJI YASUDA J2 LEAGUE) 、デザインカラーは■緑。
- J3リーグ (J3) - 明治安田生命J3リーグ (MEIJI YASUDA J3 LEAGUE) （前年と同じ）、デザインカラーは■黒。

明治安田生命では、2014年のJリーグトップパートナー、並びにJ3タイトルパートナーとしてJリーグを協賛するにあたり、参加51クラブの協力を得たキャンペーン（メセナ=企業の社会貢献活動）として、「心ひとつにJでつながろうプロジェクト」を開始し、サッカー用具の寄付や、少年サッカー教室を全国で展開してきた。今回のJリーグタイトルパートナー就任をきっかけに、明治安田生命全社員が「全員サポーター」を合言葉に、地元クラブを応援し、Jリーグを中心軸にした地域社会への発展寄与に努めるとしている。

## できごと
1月14日
J1、J2、J3のホーム開幕カードが発表される。J1は清水エスパルスvs鹿島アントラーズ（IAIスタジアム日本平）のみが3月8日、それ以外が3月7日に開幕。J2は3月8日に全試合一斉開幕。J3は3月15日の第1節はグルージャ盛岡が試合なしとなり、盛岡のホーム初戦は第3節となる。なお、J1の開幕カードについては、Jリーグからの正式リリースより前の1月6日から8日にかけて複数のメディアが相次いで報じていた。
1月19日
プレシーズンマッチのうち、スカパー!（Jリーグオフィシャルブロードキャスティングパートナー）で放送されるものについて「Jリーグ・スカパー! ニューイヤーシリーズ」の呼称を与えた上で、宮崎県と鹿児島県にてJリーグとスカパー!の共催による「Jリーグ・スカパー! ニューイヤーカップ」の創設を発表。
2月23日
この日行われた理事会で、鹿児島ユナイテッドFC（JFL）をJリーグ百年構想クラブとして承認。
3月21日
この日行われたJ3第2節・レノファ山口FCvsJリーグ・アンダー22選抜（維新百年記念公園陸上競技場）で、山口が8-0でJ-22に勝利。山口の8得点（J-22の8失点）はJ3新記録で、8点差での勝利（敗戦）は1998年のJリーグ1stステージ第6節・セレッソ大阪vsジュビロ磐田（1998年4月15日、C大阪1-9磐田）、2003年のJ1 1stステージ第14節・ヴィッセル神戸vs大分トリニータ（2003年7月26日、神戸0-8大分）と並ぶJリーグタイ記録。
4月23日
国際サッカー連盟 (FIFA) が、2015年と2016年のFIFAクラブワールドカップを日本で開催することを発表。Jリーグからも、（AFCチャンピオンズリーグ2015に日本から出場したクラブが優勝した場合を除いて）この年のJ1リーグ年間王者が「開催国王者」としてFIFAクラブワールドカップ2015に出場することがアナウンスされた。
5月21日
この日行われた理事会で、松本山雅FCのホームタウンを「松本市、塩尻市、山形村、安曇野市、大町市」に（大町市を追加）、ガンバ大阪のホームタウンを「吹田市、茨木市、高槻市、豊中市、池田市、摂津市、箕面市」に（池田市・摂津市・箕面市を追加）それぞれ変更することを承認。
6月20日
この日行われたJ1・1stステージ第16節の結果により、1節を残して浦和レッズの1stステージ優勝が決定。浦和は開幕からステージ優勝決定まで無敗（11勝5分け）で、Jリーグ史上初の快挙。
7月15日
この日行われたJ1・2ndステージ第2節・ヴァンフォーレ甲府vsベガルタ仙台戦（山梨中銀スタジアム）で、前半が終了した約5分後に主審の家本政明が両チームの選手を呼び戻してアディショナルタイムを約30秒やり直すという珍事。第4審判員が家本主審からの「アディショナルタイム0分」の指示を間違えて「1分」と表示し、家本主審が0分台で終了させたのが原因。
7月21日
この日行われた理事会で、Jリーグが梅澤高明、冨山和彦、夏野剛、西内啓、堀江貴文の5名とアドバイザー契約を結ぶことを承認。
また、同じ理事会で、レノファ山口FCのホームタウンを「山口市・下関市・山陽小野田市・宇部市を中心とする全県」に変更（宇部市を追加）することを承認。
8月1日
この日開催予定だったJ2第27節・ザスパクサツ群馬vsFC岐阜（正田醤油スタジアム群馬）は、キックオフ直前の雷雨に伴い試合開始予定を1時間半（18時→19時30分）遅らせた が、天候が回復しないためこの日の試合開催中止を決定。8月26日に代替開催。
9月29日
2016シーズンのクラブライセンスの審査結果を公表（詳細後述）。
11月14日
この日行われたJ2第41節で、大宮アルディージャの優勝が決定。
11月17日
この日行われた理事会でFC琉球のクラブライセンスの審査結果 および鹿児島ユナイテッドFCのJ3入会を承認。
11月19日
この日行われた日本サッカー協会の理事会において、2015年シーズンをもって「Jリーグ・アンダー22選抜」の活動を終了することを決定。
11月22日
この日行われたJ1・2ndステージ第17節の結果により、サンフレッチェ広島の2ndステージ優勝が決定。
11月23日
この日行われたJ3第39節で、レノファ山口FCの優勝が決定。
12月5日
この日行われたJリーグチャンピオンシップ決勝第2戦の結果によりサンフレッチェ広島の年間優勝が決定。

## J1

### 年間総合順位表
| 順 | チーム                    | 試 | 勝 | 分 | 敗 | 得 | 失 | 差  | 点 | 出場権または降格                         |
| -- | ------------------------- | -- | -- | -- | -- | -- | -- | --- | -- | ---------------------------------------- |
| 1  | サンフレッチェ広島 (C, Q) | 34 | 23 | 5  | 6  | 73 | 30 | +43 | 74 | ACL2016 グループステージ出場 CWC2015出場 |
| 2  | ガンバ大阪 (Q)            | 34 | 18 | 9  | 7  | 56 | 37 | +19 | 63 | ACL2016 グループステージ出場             |
| 3  | 浦和レッズ (Q)            | 34 | 21 | 9  | 4  | 69 | 40 | +29 | 72 | ACL2016 グループステージ出場             |
| 4  | FC東京                    | 34 | 19 | 6  | 9  | 45 | 33 | +12 | 63 | ACL2016 プレーオフステージ出場           |
| 5  | 鹿島アントラーズ          | 34 | 18 | 5  | 11 | 57 | 41 | +16 | 59 |                                          |
| 6  | 川崎フロンターレ          | 34 | 17 | 6  | 11 | 62 | 48 | +14 | 57 |                                          |
| 7  | 横浜F・マリノス           | 34 | 15 | 10 | 9  | 45 | 32 | +13 | 55 |                                          |
| 8  | 湘南ベルマーレ            | 34 | 13 | 9  | 12 | 40 | 44 | −4  | 48 |                                          |
| 9  | 名古屋グランパス          | 34 | 13 | 7  | 14 | 44 | 48 | −4  | 46 |                                          |
| 10 | 柏レイソル                | 34 | 12 | 9  | 13 | 46 | 43 | +3  | 45 |                                          |
| 11 | サガン鳥栖                | 34 | 9  | 13 | 12 | 37 | 54 | −17 | 40 |                                          |
| 12 | ヴィッセル神戸            | 34 | 10 | 8  | 16 | 44 | 49 | −5  | 38 |                                          |
| 13 | ヴァンフォーレ甲府        | 34 | 10 | 7  | 17 | 26 | 43 | −17 | 37 |                                          |
| 14 | ベガルタ仙台              | 34 | 9  | 8  | 17 | 44 | 48 | −4  | 35 |                                          |
| 15 | アルビレックス新潟        | 34 | 8  | 10 | 16 | 41 | 58 | −17 | 34 |                                          |
| 16 | 松本山雅FC (R)            | 34 | 7  | 7  | 20 | 30 | 54 | −24 | 28 | J2リーグ 2016へ降格                      |
| 17 | 清水エスパルス (R)        | 34 | 5  | 10 | 19 | 37 | 65 | −28 | 25 | J2リーグ 2016へ降格                      |
| 18 | モンテディオ山形 (R)      | 34 | 4  | 12 | 18 | 24 | 53 | −29 | 24 | J2リーグ 2016へ降格                      |

### チャンピオンシップ
明治安田生命2015Jリーグチャンピオンシップ（明治安田生命 2015 J.League Championship , MEIJI YASUDA 2015 J.LEAGUE CHAMPIONSHIP）

|  | 準決勝（11月28日・埼玉）          | 準決勝（11月28日・埼玉）          | 準決勝（11月28日・埼玉） |  |  | 決勝（12月2日・万博 / 12月5日・Eスタ）    | 決勝（12月2日・万博 / 12月5日・Eスタ）    | 決勝（12月2日・万博 / 12月5日・Eスタ） | 決勝（12月2日・万博 / 12月5日・Eスタ） | 決勝（12月2日・万博 / 12月5日・Eスタ） |
|  |                                   |                                   |                          |  |  |                                           |                                           |                                        |                                        |                                        |
|  |                                   |                                   |                          |  |  | サンフレッチェ広島（年間勝点1位・2nd1位） | サンフレッチェ広島（年間勝点1位・2nd1位） | 3                                      | 1                                      | 4                                      |
|  | 浦和レッズ（年間勝点2位・1st1位） | 浦和レッズ（年間勝点2位・1st1位） | 1                        |  |  | ガンバ大阪（年間勝点3位）                 | ガンバ大阪（年間勝点3位）                 | 2                                      | 1                                      | 3                                      |
|  | ガンバ大阪（年間勝点3位） (延長)  | ガンバ大阪（年間勝点3位） (延長)  | 3                        |  |  |                                           |                                           |                                        |                                        |                                        |

## J2
| 順 | チーム                    | 試 | 勝 | 分 | 敗 | 得 | 失 | 差  | 点 | 昇格または降格       |
| -- | ------------------------- | -- | -- | -- | -- | -- | -- | --- | -- | -------------------- |
| 1  | 大宮アルディージャ (C, P) | 42 | 26 | 8  | 8  | 72 | 37 | +35 | 86 | J1昇格               |
| 2  | ジュビロ磐田 (P)          | 42 | 24 | 10 | 8  | 72 | 43 | +29 | 82 | J1昇格               |
| 3  | アビスパ福岡 (O, P)       | 42 | 24 | 10 | 8  | 63 | 37 | +26 | 82 | J1昇格プレーオフ進出 |
| 4  | セレッソ大阪              | 42 | 18 | 13 | 11 | 57 | 40 | +17 | 67 | J1昇格プレーオフ進出 |
| 5  | 愛媛FC                    | 42 | 19 | 8  | 15 | 47 | 39 | +8  | 65 | J1昇格プレーオフ進出 |
| 6  | V・ファーレン長崎         | 42 | 15 | 15 | 12 | 42 | 33 | +9  | 60 | J1昇格プレーオフ進出 |
| 7  | ギラヴァンツ北九州        | 42 | 18 | 5  | 19 | 59 | 58 | +1  | 59 |                      |
| 8  | 東京ヴェルディ            | 42 | 16 | 10 | 16 | 43 | 41 | +2  | 58 |                      |
| 9  | ジェフユナイテッド千葉    | 42 | 15 | 12 | 15 | 50 | 45 | +5  | 57 |                      |
| 10 | コンサドーレ札幌          | 42 | 14 | 15 | 13 | 47 | 43 | +4  | 57 |                      |
| 11 | ファジアーノ岡山          | 42 | 12 | 18 | 12 | 40 | 35 | +5  | 54 |                      |
| 12 | ツエーゲン金沢            | 42 | 12 | 18 | 12 | 46 | 43 | +3  | 54 |                      |
| 13 | ロアッソ熊本              | 42 | 13 | 14 | 15 | 42 | 45 | −3  | 53 |                      |
| 14 | 徳島ヴォルティス          | 42 | 13 | 14 | 15 | 35 | 44 | −9  | 53 |                      |
| 15 | 横浜FC                    | 42 | 13 | 13 | 16 | 33 | 58 | −25 | 52 |                      |
| 16 | カマタマーレ讃岐          | 42 | 12 | 15 | 15 | 30 | 33 | −3  | 51 |                      |
| 17 | 京都サンガF.C.            | 42 | 12 | 14 | 16 | 45 | 51 | −6  | 50 |                      |
| 18 | ザスパクサツ群馬          | 42 | 13 | 9  | 20 | 34 | 56 | −22 | 48 |                      |
| 19 | 水戸ホーリーホック        | 42 | 10 | 16 | 16 | 40 | 47 | −7  | 46 |                      |
| 20 | FC岐阜                    | 42 | 12 | 7  | 23 | 37 | 71 | −34 | 43 |                      |
| 21 | 大分トリニータ (R)        | 42 | 8  | 14 | 20 | 41 | 51 | −10 | 38 | J2・J3入れ替え戦出場 |
| 22 | 栃木SC (R)                | 42 | 7  | 14 | 21 | 39 | 64 | −25 | 35 | J3降格               |

## J3
| 順 | チーム                      | 試 | 勝 | 分 | 敗 | 得 | 失 | 差  | 点 | 昇格または降格       |
| -- | --------------------------- | -- | -- | -- | -- | -- | -- | --- | -- | -------------------- |
| 1  | レノファ山口FC (C, P)       | 36 | 25 | 3  | 8  | 96 | 36 | +60 | 78 | J2昇格               |
| 2  | FC町田ゼルビア (O, P)       | 36 | 23 | 9  | 4  | 52 | 18 | +34 | 78 | J2・J3入れ替え戦出場 |
| 3  | AC長野パルセイロ            | 36 | 21 | 7  | 8  | 46 | 28 | +18 | 70 |                      |
| 4  | SC相模原                    | 36 | 17 | 7  | 12 | 59 | 51 | +8  | 58 |                      |
| 5  | カターレ富山                | 36 | 14 | 10 | 12 | 37 | 36 | +1  | 52 |                      |
| 6  | ガイナーレ鳥取              | 36 | 14 | 8  | 14 | 47 | 41 | +6  | 50 |                      |
| 7  | 福島ユナイテッドFC          | 36 | 13 | 10 | 13 | 42 | 48 | −6  | 49 |                      |
| 8  | ブラウブリッツ秋田          | 36 | 12 | 9  | 15 | 37 | 40 | −3  | 45 |                      |
| 9  | FC琉球                      | 36 | 12 | 9  | 15 | 45 | 51 | −6  | 45 |                      |
| 10 | 藤枝MYFC                    | 36 | 11 | 4  | 21 | 37 | 61 | −24 | 37 |                      |
| 11 | グルージャ盛岡              | 36 | 8  | 11 | 17 | 36 | 47 | −11 | 35 |                      |
| 12 | Jリーグ・アンダー22選抜 (Z) | 36 | 7  | 7  | 22 | 28 | 71 | −43 | 28 | 活動終了             |
| 13 | Y.S.C.C.横浜                | 36 | 7  | 6  | 23 | 24 | 58 | −34 | 27 |                      |

## 昇格・降格
J1からJ2への降格
- 2nd 第14節（10月17日）に清水エスパルスのJ2降格条件となる16位以下が確定[30]。
- 2nd 第15節（10月24日）にモンテディオ山形のJ2降格条件となる16位以下が確定[31]。
- 2nd 第16節（11月7日）に松本山雅FCのJ2降格条件となる16位以下が確定[32]。

J2からJ1への昇格
- 第41節（11月14日）に大宮アルディージャのJ1自動昇格条件となる1位が確定[33]。
- 第42節（11月23日）にジュビロ磐田のJ1自動昇格条件となる2位が確定[34]。同日、11月17日のJリーグ理事会でJ2の2位以内クラブ（大宮・磐田）およびJ1昇格プレーオフ勝者のJ1昇格を承認済みであることを公表[35]。
- J1昇格プレーオフ 決勝（12月6日）の結果によりアビスパ福岡のJ1昇格が決定[36]。

J2からJ3への降格
- 第42節（11月23日）に栃木SCのJ3自動降格条件となる22位が確定[37]。
- J2・J3入れ替え戦に敗れた大分トリニータのJ3降格が確定。

J3からJ2への昇格
- 第39節（11月23日）にレノファ山口FCのJ2自動昇格条件となる1位が確定[28]。同日、11月17日のJリーグ理事会でJ3優勝クラブ（山口）とJ2・J3入れ替え戦勝者のJ2昇格（残留）を承認済みであることを公表[35]。
- J2・J3入れ替え戦に勝利したFC町田ゼルビアのJ2昇格が決定[36]。

JFLからJ3への参入
- セカンドステージ第14節（11月8日）に鹿児島ユナイテッドFCのJ3参入のための成績条件（年間4位およびJリーグ百年構想クラブ内での上位2クラブ）が確定[38]。11月17日のJリーグ理事会で鹿児島のJリーグ入会（J3参入）を承認[25]。

### J1昇格プレーオフ
|  | 準決勝                | 準決勝           |                   |   | 決勝 | 決勝 |
|  |                       |                  |                   |   |      |      |
|  | 11月29日・レベスタ    |                  |                   |   |      |      |
|  |                       |                  |                   |   |      |      |
|  | 3位 アビスパ福岡      | 1                |                   |   |      |      |
|  | 3位 アビスパ福岡      | 1                | 12月6日・ヤンマー |   |      |      |
|  | 6位 V・ファーレン長崎 | 0                |                   |   |      |      |
|  | 6位 V・ファーレン長崎 | 0                | 3位 アビスパ福岡  | 1 |      |      |
|  | 11月29日・ヤンマー    |                  | 3位 アビスパ福岡  | 1 |      |      |
|  |                       | 4位 セレッソ大阪 | 1                 |   |      |      |
|  | 4位 セレッソ大阪      | 4位 セレッソ大阪 | 1                 | 0 |      |      |
|  | 4位 セレッソ大阪      |                  |                   | 0 |      |      |
|  | 5位 愛媛FC            | 0                |                   |   |      |      |
|  | 5位 愛媛FC            | 0                |                   |   |      |      |

#### 準決勝
| アビスパ福岡 （3位） | 1 - 0    | V・ファーレン長崎 （6位） |
| -------------------- | -------- | ------------------------- |
| ウェリントン 48分    | 公式記録 |                           |

| セレッソ大阪 （4位） | 0 - 0    | 愛媛FC （5位） |
| -------------------- | -------- | -------------- |
|                      | 公式記録 |                |

#### 決勝
決勝に駒を進めたのは、6位・長崎を1 - 0で下し、J1昇格プレーオフ導入後初めての「上位チームの勝利」を挙げた3位・福岡 と、5位・愛媛と引き分けレギュレーションにより決勝進出を決めた4位・C大阪 の2チーム。中立地が原則とされる決勝会場は（C大阪のホームスタジアムである）ヤンマースタジアム長居に決まっていたが、これについてJリーグは（2013年以前の決勝開催地だった）国立競技場に替わる決勝会場として、入場可能数2万人以上の全国のスタジアムの中から開催希望地を募り、「（チャンピオンシップ開催に伴い）J1で使用しないスタジアムであること」「J2・J3入れ替え戦が同日に開催できること」「スタジアムのアクセス、立地、開催時の気象等」の3条件を総合的に勘案して3月のJリーグ理事会で選定したものであると説明している。
迎えた決勝、試合は一進一退の攻防を繰り広げるもC大阪が攻め込む場面が目立ち、前半終了間際にはC大阪が決定機を何度も迎えるも福岡GK中村航輔がファインセーブを連発してこれを防ぎ、前半はスコアレスドローで終える。迎えた後半15分、C大阪FW玉田圭司が福岡のディフェンスラインに切り込み、玉田のパスを受けたMF関口訓充のスルーパスに玉田が福岡GK中村の股を抜く技ありシュートを放ち、C大阪が先制する。ここからC大阪は守備を固め福岡の攻撃をしのぐが、後半42分に福岡はMF坂田大輔の縦パスを受けたMF金森健志がドリブルでペナルティエリアに切り込み、左サイドを駆け上がったDF亀川諒史にパス。亀川の放った速いクロスボールはゴール前を通過するが、逆サイドを駆け上がったMF中村北斗がこれをダイレクトで、右足を振り抜いてシュート。これが決まって、福岡が土壇場で試合を振り出しに戻した。終盤にはC大阪がパワープレーを仕掛け､ラストプレーでは､ニアサイドへのクロスにフリックヘッドを狙うが枠外。試合はそのまま1-1で終了。規定により年間順位上位の福岡がJ1昇格を決めた。決勝戦での引き分けによる昇格決定、また3位チームの昇格は、大会史上初のことである。
| アビスパ福岡  | 1 - 1    | セレッソ大阪  |
| ------------- | -------- | ------------- |
| 中村北斗 87分 | 公式記録 | 玉田圭司 60分 |

### J2・J3入れ替え戦
2015 J2・J3入れ替え戦（2015 J2/J3 Play-Offs）

| 2015年11月29日 | FC町田ゼルビア （J3 2位） | 2 - 1    | 大分トリニータ （J2 21位） | 町田市立陸上競技場             |  |
| 12:33          | 鈴木孝司 45+2分, 72分     | 公式記録 | ダニエル 22分              | 観客数: 8,629人 主審: 木村博之 |  |

| 2015年12月6日 | 大分トリニータ | 0 - 1    | FC町田ゼルビア     | 大分銀行ドーム                  |  |
| 12:34         |                | 公式記録 | 鈴木孝司 58分 (PK) | 観客数: 14,217人 主審: 山本雄大 |  |

- 2勝したFC町田ゼルビアがJ2昇格。敗れた大分トリニータはJ3降格。

## 表彰
Jリーグアウォーズは2015年12月21日に開催された。
| 賞                       | 受賞者                                                                                                |
| ------------------------ | --- |
| 最優秀選手賞             | 青山敏弘（サンフレッチェ広島）                                                                        |
| 得点王                   | 大久保嘉人（川崎フロンターレ）                                                                        |
| ベストヤングプレーヤー賞 | 浅野拓磨（サンフレッチェ広島）                                                                        |
| 最優秀監督賞             | 森保一（サンフレッチェ広島）                                                                          |
| 優秀主審賞               | 西村雄一                                                                                              |
| 優秀副審賞               | 相樂亨                                                                                                |
| フェアプレー賞 高円宮杯  | サンフレッチェ広島                                                                                    |
| フェアプレー賞 (J1)      | ヴァンフォーレ甲府 横浜F・マリノス 松本山雅FC ガンバ大阪 サガン鳥栖 川崎フロンターレ モンテディオ山形 |
| フェアプレー賞 (J2)      | ツエーゲン金沢 ギラヴァンツ北九州 徳島ヴォルティス 愛媛FC ファジアーノ岡山                            |
| フェアプレー賞 (J3)      | グルージャ盛岡 ブラウブリッツ秋田 AC長野パルセイロ                                                    |
| フェアプレー個人賞       | 谷口彰悟（川崎フロンターレ） 中澤佑二（横浜F・マリノス）                                              |
| 功労選手賞               | 宮本恒靖 柳沢敦 中田浩二 新井場徹 藤本主税                                                            |
| Jリーグベストピッチ賞    | デンカビッグスワンスタジアム IAIスタジアム日本平 豊田スタジアム 北九州市立本城陸上競技場              |
| 最優秀育成クラブ賞       | 清水エスパルス                                                                                        |
| J1最優秀ゴール賞         | 青山敏弘（サンフレッチェ広島）1st 第17節・vs鳥栖戦 60分（ベアスタ）                                   |
| J2最優秀ゴール賞         | 佐藤和弘（ツエーゲン金沢）第7節・vsC大阪戦 9分（金鳥スタ）                                            |

- 会場変更で一般閲覧者を募集しなかったため、「J2 Most Exciting Player」は表彰されなかった。

### ベストイレブン
| ポジション | 選手名     | 受賞回数 | 所属クラブ         |
| ---------- | ---------- | -------- | ------------------ |
| GK         | 西川周作   | 4        | 浦和レッズ         |
| DF         | 槙野智章   | 2        | 浦和レッズ         |
| DF         | 太田宏介   | 2        | FC東京             |
| DF         | 森重真人   | 3        | FC東京             |
| DF         | 塩谷司     | 2        | サンフレッチェ広島 |
| MF         | 金崎夢生   | 初       | 鹿島アントラーズ   |
| MF         | 遠藤保仁   | 12       | ガンバ大阪         |
| MF         | 青山敏弘   | 3        | サンフレッチェ広島 |
| FW         | 大久保嘉人 | 3        | 川崎フロンターレ   |
| FW         | 宇佐美貴史 | 2        | ガンバ大阪         |
| FW         | ドウグラス | 初       | サンフレッチェ広島 |

### 月間MVP
| 月   | J1         | J1     |  | J2           | J2   |
| 月   | 選手       | 所属   |  | 選手         | 所属 |
| ---- | ---------- | ------ |  | ------------ | ---- |
| 3月  | 武藤嘉紀   | FC東京 |  | パウリーニョ | 千葉 |
| 4月  | 宇佐美貴史 | G大阪  |  | 清原翔平     | 金沢 |
| 5月  | 関根貴大   | 浦和   |  | 都倉賢       | 札幌 |
| 6月  | 武藤雄樹   | 浦和   |  | 家長昭博     | 大宮 |
| 7月  | 佐藤寿人   | 広島   |  | 家長昭博     | 大宮 |
| 8月  | 齋藤学     | 横浜FM |  | ジェイ       | 磐田 |
| 9月  | 西川周作   | 浦和   |  | 中村航輔     | 福岡 |
| 10月 | 中村俊輔   | 横浜FM |  | ジェイ       | 磐田 |
| 11月 | ドウグラス | 広島   |  | ウェリントン | 福岡 |

### 月間ベストゴール
| 月   | J1         | J1     | J1       | J1                   | J1       |  | J2         | J2   | J2   | J2                   | J2       |
| 月   | 選手       | 所属   | 節       | 対戦相手（試合会場） | 得点時間 |  | 選手       | 所属 | 節   | 対戦相手（試合会場） | 得点時間 |
| ---- | ---------- | ------ | -------- | -------------------- | -------- |  | ---------- | ---- | ---- | -------------------- | -------- |
| 3月  | 佐藤寿人   | 広島   | 1st 1節  | 甲府（Eスタ）        | 10分     |  | 宮崎智彦   | 磐田 | 4節  | 大分（ヤマハ）       | 36分     |
| 4月  | 宇佐美貴史 | G大阪  | 1st 5節  | 清水（アイスタ）     | 29分     |  | 佐藤和弘   | 金沢 | 7節  | C大阪（金鳥スタ）    | 38分     |
| 5月  | 梁勇基     | 仙台   | 1st 11節 | 浦和（ユアスタ）     | 80分     |  | 西田剛     | 愛媛 | 15節 | 長崎（長崎県立）     | 5分      |
| 6月  | 青山敏弘   | 広島   | 1st 17節 | 鳥栖（ベアスタ）     | 60分     |  | 押谷祐樹   | 岡山 | 20節 | 北九州（本城）       | 32分     |
| 7月  | 中村俊輔   | 横浜FM | 2nd 3節  | G大阪（万博）        | 90+4分   |  | 嶋田慎太郎 | 熊本 | 26節 | 千葉（フクアリ）     | 73分     |
| 8月  | 中村俊輔   | 横浜FM | 2nd 9節  | 浦和（日産ス）       | 28分     |  | 内田健太   | 愛媛 | 27節 | C大阪（ニンスタ）    | 65分     |
| 9月  | 浅野拓磨   | 広島   | 2nd 10節 | 山形（NDスタ）       | 79分     |  | 清武功暉   | 熊本 | 34節 | 金沢（石川西部）     | 90+2分   |
| 10月 | 柴崎晃誠   | 広島   | 2nd 14節 | 川崎（Eスタ）        | 50分     |  | 梶川諒太   | 長崎 | 37節 | 岐阜（長崎県立）     | 25分     |
| 11月 | 大久保嘉人 | 川崎   | 2nd 17節 | 仙台（等々力）       | 80分     |  | 木島良輔   | 讃岐 | 42節 | 千葉（フクアリ）     | 80分     |

## 協賛団体
| 協賛カテゴリー種別                                  | 協賛団体名                                          | 契約開始年度 |
| --------------------------------------------------- | --------------------------------------------------- | ------------ |
| Jリーグタイトルパートナー                           | 明治安田生命保険                                    | 02015年▲     |
| Jリーグトップパートナー                             | キヤノン キヤノンマーケティングジャパン             | 1996年       |
| Jリーグトップパートナー                             | アイデム                                            | 2005年       |
| Jリーグトップパートナー                             | 日本コカ・コーラ                                    | 02009年▼     |
| Jリーグトップパートナー                             | ジェーシービー                                      | 02012年▼     |
| Jリーグトップパートナー                             | 明治安田生命保険                                    | 2014年       |
| Jリーグトップパートナー                             | ルートインジャパン                                  | 02015年▲     |
| Jリーグトップパートナー                             | コロプラ                                            | 02015年▲     |
| Jリーグトップパートナー                             | ECC                                                 | 02015年▲     |
| Jリーグトップパートナー                             | イオンリテール                                      | 02015年▲     |
| Jリーグ90度広告システム スポンサー                  | 日本コカ・コーラ                                    | 02009年▼     |
| Jリーグ90度広告システム スポンサー                  | 明治安田生命保険                                    | 02015年▲     |
| Jリーグ百年構想パートナー                           | 朝日新聞社                                          | 2003年       |
| リーグカップ戦スポンサー                            | ヤマザキナビスコ                                    | 1992年       |
| スーパーカップスポンサー                            | 富士ゼロックス                                      | 1994年       |
| Jリーグオフィシャルエクイップメントパートナー       | モルテン                                            | 1993年       |
| Jリーグオフィシャルエクイップメントパートナー       | アディダス                                          | 2005年       |
| Jリーグオフィシャルブロードキャスティングパートナー | スカパーJSAT                                        | 2007年       |
| Jリーグスポーツ振興パートナー                       | スポーツ振興くじ （日本スポーツ振興センター<toto>） | 2001年       |
| Jリーグオフィシャルチケッティングパートナー         | ぴあ（チケットぴあ）                                | 2012年       |
| Jリーグアソシエイト                                 | 日本航空                                            | 02015年■     |
| Jリーグサポーティングカンパニー                     | Yahoo! JAPAN                                        | 02015年▲     |
| Jリーグマーケティングパートナー                     | 電通                                                | 2014年       |

▲今期より協賛契約開始　▼今期で協賛契約終了　■今期のみ協賛契約

## Jリーグ百年構想クラブ
特記なしはいずれも日本フットボールリーグ（JFL）所属
前年度からの継続
- ヴァンラーレ八戸
- 栃木ウーヴァFC
- tonan前橋（関東サッカーリーグ1部）
- アスルクラロ沼津
- 奈良クラブ

2015年2月承認
- 鹿児島ユナイテッドFC

## 2016年度クラブライセンス審査結果
2015年9月29日、Jリーグは2016シーズンのクラブライセンスについて、クラブライセンス交付第一審機関 (FIB) による審査結果を公表した。J2ライセンス以上についてはJ1・J2の40クラブ、J3の4クラブ（町田・富山・長野・山口）の44クラブから申請があり（前年J2ライセンスを取得していた鳥取は2015年度決算で債務超過となったことから4月24日の時点でライセンス申請を断念）、申請した44クラブすべてにライセンスが交付され、申請を却下された（ライセンスが交付されなかった）クラブはなかった。ただし、2016年度の審査からJ1ライセンス取得条件に「トレーニング施設に天然芝のピッチを1面以上」「条件を満たしたクラブハウスの保持」などが新たに追加されたため、前年度のJ1ライセンスを喪失しJ2ライセンスにとどまったクラブが2クラブあった。
一方、J3クラブライセンスについては、まず2015年9月24日に「J3入会を希望するクラブ」に対するJ3クラブライセンス申請の審査結果が公表され、申請のあった八戸、沼津、奈良、鹿児島の4クラブのうち、八戸を除く3クラブに対してJ3ライセンス交付の判定となったことを発表した。八戸 については、ホームスタジアムとして申請した多賀地区多目的運動場（仮称）の完成予定が2016年10月であり、それまでの間にJ3リーグが開催可能なホームスタジアムを確保できていないという理由でライセンス不交付の判定となった。続いて2015年10月13日には、J3リーグに参戦中のクラブに対するライセンス申請の審査結果が公表され、J2以上のライセンスを取得した4クラブを除く8クラブのうち7クラブがライセンス交付の判定の結果となった。琉球については「財務の状況をより精緻に確認する必要がある」との判断から11月のJリーグ理事会まで継続審議扱いとなり、その後11月17日に開催された理事会でJ3クラブライセンス交付が決定した。なお、百年構想クラブのうち、栃木ウーヴァFCと地域リーグに所属するtonan前橋はJ3ライセンス申請を行っていない。
クラブ名の後ろに「」が付いたクラブは当該ライセンスを初めて交付されたクラブ。「」が付いたクラブは前年の上位ライセンスを喪失したクラブ。
- J1ライセンス（37クラブ） - 札幌、仙台、山形、鹿島、栃木、浦和、大宮、千葉、柏、FC東京、東京V、川崎、横浜FM、横浜FC、湘南、甲府、松本、新潟、富山、金沢、清水、磐田、名古屋、岐阜、京都、G大阪、C大阪、神戸、岡山、広島、徳島、愛媛、福岡、鳥栖、長崎、熊本、大分
- J2ライセンス（7クラブ） - 水戸、群馬、町田、長野、山口、讃岐、北九州
- J3ライセンス（11クラブ） - 盛岡、秋田、福島、YS横浜、相模原、藤枝、沼津、奈良、鳥取、鹿児島、琉球

なおJ2ライセンス以上を交付された44クラブのうち、33クラブはB等級基準であるホームスタジアムのトイレの数、屋根のカバー率のいずれか、または双方とも基準未充足となっているが、このうち12クラブは制裁を免除され、残り21クラブについては具体的な施設改善計画（今後の活動計画）を2015年12月31日までに提出することを旨とした制裁が科される。
鳥栖については、2期連続赤字となったことからクラブ経営上の是正通達を受けたほか、5クラブ（札幌・横浜FC・湘南・山口・愛媛）は財務状況に関して随時ヒアリングを受けることとされた。また、12クラブにスタジアムや練習場、昇格に関する付帯条項が記された。